# Calodesma rubricincta
Calodesma rubricincta är en fjärilsart som beskrevs av Paul Dognin 1923. Calodesma rubricincta ingår i släktet Calodesma och familjen björnspinnare. Inga underarter finns listade i Catalogue of Life.